# 織田信成 (フィギュアスケート選手)
織田 信成（おだ のぶなり、ラテン文字：Nobunari Oda、1987年〈昭和62年〉3月25日 - ）は、日本のフィギュアスケート選手（男子シングル）。大阪府高槻市出身。最終学歴は関西大学大学院文学研究科総合人文学専攻身体文化専修修士課程修了。学位は修士 （文学）。関西大学アイススケート部前監督。兄はベーシストの織田信治。大阪スケート倶楽部所属。
主な成績に2010年バンクーバーオリンピック7位、2006年四大陸選手権優勝、2008年全日本選手権優勝、2005年世界ジュニア選手権優勝、2009年、2010年GPファイナル2位、2006年世界選手権4位など。
アマチュア引退後は、トラロックエンターテインメントに所属し、プロスケーター、スポーツ解説者、TVタレント、指導者などで活動している。2017年4月1日付で母校関西大学スケート部監督に就任した。
2019年9月9日、同日付で関西大学アイススケート部監督兼コーチを退任したことを関西大学が発表した。
2023年12月現在、トラロックエンターテインメントのホームページのアスリートタレント一覧には記載されていない。

## 人物
大阪府高槻市出身。大阪府立阿武野高等学校卒業。卒業後は関西大学文学部英語英文学専修に進学。2010年4月2日、関西大学学長表彰を受彰した。同月22日、中学時代の同級生だった女性と婚姻届出。10月1日、第1子の男児が誕生。2011年3月19日に大学を卒業、4月から同大学大学院文学研究科修士課程に入学した。
2013年1月5日には第2子の男児が誕生。2015年3月23日に大学院を修了。2016年11月7日には第3子の男児が誕生。2019年10月、自身が出演する情報番組で 第4子の女児が誕生したことを報告した。
祖父はアマチュア古代史研究家の織田重治。父・信義は大阪通管工業所の創業者で、織田信長から数えて17代目の末裔（旗本高家の織田信高の系統）にあたると自称している（後述）。
織田信高の系統と海外でも紹介されているが、家系図はDNA的証明を表すものではなく、養子、不倫子、強姦子など多種要因で夫妻以外の遺伝子で子供が育つことは多々あり、何の証明にもなっていない。その一方、デヴィッド・ウィルソンが2004-2005シーズンのフリープログラムに『座頭市』は信長にちなんだという。また、2010年1月には愛知県清須市の「清須越四百年事業」のPR役として信長も居城とした清洲城の名誉城主に就任している（任期は1年間）。
涙もろい一面
非常に涙もろく、現役時代から人目憚らず号泣するシーンが数多い。2005年10月のスケートカナダでは、7位に終わったショートプログラム後に悔し涙に暮れたが、大逆転のフリースケーティング後には嬉し涙を流し続けている。その後も、飲酒運転で摘発された際の会見でも涙を流して釈明し、現役引退後には、損害賠償請求訴訟を提起してハラスメントを受けたと涙を流して主張した（結局そのような事実はなかった）。
特に2005年12月のNHK杯では、初優勝が決まった瞬間にキス・アンド・クライでは大声をあげながら大号泣、母親コーチの織田憲子が笑いながらそれを宥める姿が全国に大きく放映され、織田を一躍有名にした。
他にも、2013年12月の全日本フィギュアスケート選手権で鈴木明子が28歳の最高齢で同大会初優勝を果たした時を初め、翌2014年2月開催のソチオリンピックで良きライバルだった髙橋大輔に中継で声を掛けた際、さらに浅田真央がほぼノーミスのフリーを滑りきった時や2017年4月に浅田の現役引退表明にコメントを求められた際、そして2018年2月の平昌オリンピックで羽生結弦が五輪2大会連続金メダル・宇野昌磨も銀メダル獲得のワンツーフィニッシュ達成時など、思わず泣き出す場面がテレビでそれぞれ放送されている。
その「泣き虫キャラ」がすっかり定着した織田は、2014年4月にフジテレビ系列「アウト×デラックス春の面会スペシャル」の放映出演時に、織田自ら「僕よく皆さんに『いい人ですね』って言われるけど、ただよく泣くだけ。全然良い人じゃない」などと泣きながら困惑。当番組の司会・矢部浩之が「もう泣き止みなさい」と親のように声を掛けると、織田は「だから僕は表舞台から消えたいんです…たとえコーチをしても大会には帯同しない」と、裏方に廻りたいと打ち明ける。その言葉に対してマツコ・デラックスが「ダメよ、あなたは表舞台に出る人なの!」と説得すると、織田は「そう言って頂けるのが凄い嬉しくて…もう本当に生きてるだけで十分なので」と余計に涙が止まらなくなっていた。

## 技術・演技
勝負強く、本番で練習以上の力を出すこともしばしばあった。他方、規定に反してザヤックルール違反やコンビネーションを跳び過ぎて、高難度ジャンプの得点が無効になってしまうことが、過去に公式試合で10回もあった。そのため、織田が出場していない大会の、外国のTV中継中においてすら「ザヤックルール違反と言えば日本のOda」と話題にされた。
身体の柔軟性が高く、またスピンはバリエーションが豊富である。演技の流れの中で跳ぶジャンプは評価が高く、膝と足首を柔らかく使った着氷も美しいとされていた。3回転アクセルは2005年世界ジュニア選手権の公式練習で初めて成功した。

## 経歴
母の織田憲子が元スケート選手で、兄や姉もスケートをしていたため、自然な流れで7歳からスケートを始めた。しかし、小学生の頃はスケートを続けているとお金がかかって親に負担がかかってしまう為、スケートを止めたいと思っていた。

1998-1999シーズン、全日本ノービス選手権8位。1999-2000シーズン、全日本ジュニア選手権27位。2001-2002シーズンは左腕を骨折したため競技会に出場しなかった。
2004-2005シーズン、城田憲子の紹介でカナダのリー・バーケルのもとへ渡る。初めのうちは英語も分からず苦しんだが、ジェフリー・バトルらとの練習を通じて成長した。世界ジュニア選手権で優勝。同大会男子シングルで日本人が優勝したのは、2002年大会の髙橋大輔以来2人目。女子シングルの浅田真央とともに日本勢のアベック優勝となった。

### シニアデビュー以降

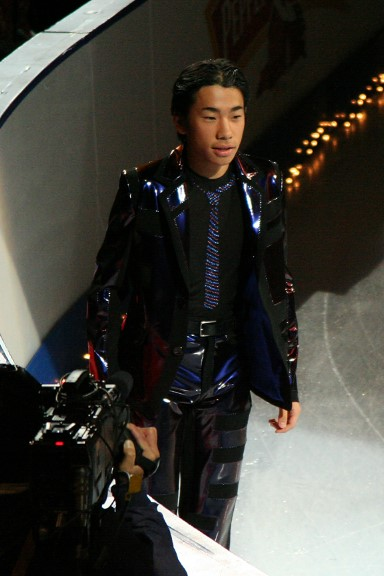
2006年スケートアメリカより

2005-2006シーズンから本格的にシニア参戦。グランプリシリーズスケートカナダで3位、NHK杯では初優勝を果たし、本田武史、髙橋大輔に続く日本人男子3人目のグランプリシリーズ優勝者となった。トリノオリンピック代表がかかった全日本選手権では、初め優勝と発表されたものの、採点ミスが明らかになり2位に訂正される（詳細は第74回全日本選手権を参照）。この結果、代表選考ポイントでも僅差の2位となり、トリノオリンピック出場を逃した。年が明けてからは四大陸選手権を制し（同大会での日本人男子シングルの優勝者は本田武史以来2人目）、世界選手権でも4位入賞。日本男子シングル出場枠を1から2に増やした。また練習面で、体力面で他の選手に劣るという指摘を受け、松本整の下で筋力トレーニングに取り組み始めた。
2006-2007シーズン、スケートアメリカで優勝し、NHK杯では髙橋大輔に次いで2位。2年連続で進んだグランプリファイナルでは銅メダルを獲得した。世界選手権ではSPで14位と出遅れたが、プログラムを『ミッション:インポッシブル』に変えて臨んだFSでは冒頭の3回転アクセル-3回転トゥループ-3回転ループから次々にジャンプを成功させて追い上げ、総合7位に入った。同時に、髙橋大輔が2位になったため、2人の順位合計により、翌2008年大会の日本男子シングル出場枠は最大の3枠となった。2007年1月に開催された第62回冬季国体群馬大会スケート競技に出場し、SP・FS共に1位で優勝。
2007年3月の誕生日で20歳になったが、同年7月27日の未明、大阪府高槻市内でミニバイクの酒気帯び運転により警察に摘発された。織田は「前日に大阪市内で関西大学アイススケート部の顧問（同大学の学生センター長）などと酒を飲んだりサウナで過ごしたりしながら競技活動と学業の両立を相談した後に、『（自宅のある高槻方面への）電車で寝過ごして時間も経っていたので、酔いもさめた』という自己判断でミニバイクを運転していた」とコメントし、涙の謝罪をした。後に、道交法違反（酒気帯び運転）で略式起訴され、罰金10万円の有罪となった（略式命令）。この摘発を受け、日本スケート連盟は、織田の大会への出場停止（国際大会5ヶ月、国内大会3ヶ月）と特別強化指定選手5ヶ月間解除の処分を通達し、スケートカナダやエリック・ボンパール杯への派遣を中止した。この一連の問題に対しては、一学生の学業相談に際して、教授らがポケットマネーで酒やサウナを共にしたことに対しても、大学側の特別扱いとして批判が起きた。飲酒運転に対する大学からの処分としては、社会的制裁を受けていることと河川敷清掃をしたことから、厳重注意に止まった。復帰戦として注目された11月の西日本選手権は、「調整の遅れ」を理由に欠場。代わって12月の全日本選手権での復帰を予定していたが、開催直前に「過度の精神的重圧」などの理由で欠場した。。これらにより、四大陸選手権・世界選手権の出場権利を得られず、年明けの各アイスショーにも参加しなかった。
2008年4月、ニコライ・モロゾフのコーチ就任を発表。アイスショーにも復帰した。2008-2009シーズンが始まると、ネーベルホルン杯、カールシェーファーメモリアルと立て続けに優勝。国内でも西日本選手権を制し、グランプリシリーズ復帰戦となるNHK杯でも優勝。全日本選手権でも優勝した。世界選手権では、SPでフェンスに激突し、FSでジャンプの回数規定違反を犯しながらも、初めて4回転トゥループ-3回転トゥループのコンビネーションジャンプを成功させ総合7位になった。同大会で6位だった小塚崇彦との順位合計が13となり、翌2010年バンクーバーオリンピックの出場枠「3」を辛うじて確保した。

### バンクーバー五輪出場・7位入賞
2009-2010シーズン、エリック・ボンパール杯、中国杯とグランプリシリーズで連勝。グランプリファイナルでは2位と好成績を残しオリンピック日本代表に内定した。バンクーバーオリンピックでは、SPでは4位と好発進だったが、FSで後半靴紐が切れたことによる演技の一時中断と、転倒による計3点の減点が響いて7位入賞に留まった（髙橋大輔が3位入賞・銅メダル獲得、小塚崇彦は8位入賞）。世界選手権ではSPですべてのジャンプに失敗し28位となり、FSに進めなかった。
2010-2011シーズン、スケートカナダ、スケートアメリカともに2位に終わる。グランプリファイナルではSPでは初めて4回転トゥループ-3回転トゥループのコンビネーションジャンプに成功し1位となったが、FSでは2度のジャンプの転倒があり3位。総合では2位となった。世界選手権ではSPで2位につけながらも、FSでまたもジャンプの回数違反を犯し、総合6位に終わった。
2011-2012シーズン、かねてからの左膝蓋骨靱帯炎の治療と、膝以外の使える筋肉を使ってのトレーニングを続けながら挑んだグランプリシリーズ初戦の中国杯では2位に入ったが、第2戦のエリック・ボンパール杯では7位と沈み、3年連続グランプリファイナル進出はならなかった。全日本選手権は左膝の故障のため欠場。
2012-2013シーズン、左膝の治療とトレーニングがほぼ完了。挑んだグランプリシリーズはスケートカナダ3位、ロステレコム杯5位となり、GPファイナル進出は叶わなかった。世界選手権代表をかけた全日本選手権では、SPでは転倒があり5位。FSでは4回転を決めたが、3回転アクセルの1度目で手をつき、2度目に転倒。総合で4位となり、世界選手権出場を逃した。2013年1月の第68回冬季国体（東京）に出場し、SP・FS共に1位で国体2度目の優勝。
2013-2014シーズン、ネーベルホルン杯ではSP、FSともに4回転ジャンプに成功。FSと合計スコアの自己ベストを更新し、2位に大差をつけ圧勝。スケートカナダでは、SPは2位発進するも、FSではジャンプのミスが響き、総合3位。NHK杯はSPは3位、FSは健闘し総合2位となった。GPシリーズ総合ポイントランキングは7位だったが、髙橋大輔が怪我により欠場したため繰り上げとなり、3シーズンぶりのグランプリファイナル進出が決定した。グランプリファイナルではSP、FS共に3位で、総合3位に入った。ソチオリンピック出場を懸けて臨んだ全日本選手権ではSP冒頭の4回転が3回転になるなどし、5位とやや出遅れた。FSではほぼノーミスの演技を行い3位と健闘したが総合4位に終わり、2大会連続のオリンピック出場は逃した。

### 現役引退後
2013年全日本選手権の終了直後、日本スケート連盟は2014年四大陸フィギュアスケート選手権（ 中華民国）の日本代表選手の一人として織田を選出した。しかし「（織田自身のコメントに拠れば）これからは若い選手に頑張って欲しい」という意向から、四大陸選手権の出場権を辞退（代替選出の選手は無良崇人。結果は優勝）。全日本選手権のエキシビション（12月24日）で演技を終えた直後、織田選手自身がリンク上からマイクを通じて、現役を退くことを発表した。その後に開かれた引退会見では、「鳴かぬなら 泣きに泣きます ホトトギス」という自作の句を披露した。
現役を引退した直後のソチオリンピックの開催期間中、『FNNスーパーニュースアンカー』（関西テレビが平日の夕方に放送中のローカルワイドニュース番組）で自身初の「スポーツコメンテーター」を担当。その後もスポーツ関連番組やバラエティ番組のゲストとして、自身現役時代の体験談や、ライバル・新旧の日本代表選手に関するエピソードを語る機会が多い。
2014-2015年シーズンの開幕以降は、スケート大会の実況解説者として活躍が増えている。
またアイスショーやレギュラー番組など出演の傍らで、メダルウィナーズオープン・フィギュアスケートジャパンオープンのプロアマ混合大会に出場。ジャパンオープン2016においては、4回転トウループ-3回転トウループのコンビネーションを成功させ、非公認ながら現役時代のパーソナルベストを超える178.72点の得点を出した。
ジャパンオープン2018においても、4回転トウループ-3回転トウループ、更に3回転アクセル-1オイラー-3回転サルコウの難しいコンビネーションジャンプを決め、新ルールによりジャンプの回数が1回減っているにもかかわらず、現役時代のパーソナルベストを超える176.95点の得点を出した。
2017年4月11日、関西大学梅田キャンパスにて関西大学アイススケート部監督就任会見を行った。
2019年9月9日、「多忙が理由」との理由で大学側より関西大学スケート部監督の退任が発表された。
2021年10月1日、YouTubeチャンネル「織田信成の“滑るけどスベらない”チャンネル」を開設。初回に配信された動画では、2013-2014シーズンの浅田真央のFSに自ら挑戦した。

#### 損害賠償請求訴訟
2019年9月に関西大学スケート部監督を退任したことについて、織田は同月29日の公式ブログで「リンク内で私に対して嫌がらせやモラハラ行為があり、その影響で今年春頃から体調を崩すようになった」と「多忙」による辞任を否定し、10月14日の公式ブログでは織田側から見た経緯を説明した。しかしモラハラを行ったとされる濱田美栄コーチは週刊文春の取材に対し、挨拶し忘れたことはあったかもしれないがモラハラは無かったと反論した。
11月18日、織田は濱田に対しハラスメントを行っていたとして1100万円の損害賠償請求訴訟を求めて大阪地裁に提訴、大阪司法記者クラブで代理人弁護士同席のもと泣きながら記者会見を行った。訴状によると、濱田の無視・陰口などの嫌がらせにより精神的な苦痛を受け、40度を超える発熱や筋肉の震えなどで3月26日～4月2日にかけて大阪・高槻市内の病院に入院、以降も恐怖や不安から身体の変調が続いていると主張している。会見の席上では、弁護士が濱田に対する提訴のほか大学に対しても織田に対する救済措置を講じるよう求めたことを明かした。19-20シーズン中の提訴となったことについては「シーズン前に解決したかった。シーズン中にこういうことになってしまったのは残念」と話している。
関西大学は織田の提訴に対し「アイススケート競技がシーズンに入り、多くの選手が練習に懸命に取り組んでいる時期に提訴がなされたことは大変残念」とするコメントを発表した。また12月10日には、同月6日に行われた選手の保護者説明会での要望があったとして、織田からの7月1日時点での申し出に対する調査結果を発表した。10月から11月にかけて織田側に調査結果を通知しており、織田の要求については「妥当ではない」と結論付けている。
12月に行われた1回目の口頭弁論では、濱田側が織田の訴えは事実ではないとして請求の棄却を求めた。翌2020年2月に行われた2回目の口頭弁論で、濱田側はこの訴訟が名誉を傷つける不法行為であると織田を反訴。モラハラの事実が無いにもかかわらず、織田が提訴し、記者会見を行ったことでメディアに大きく取り上げられ、濱田は精神的苦痛を受けており、330万円の損害賠償を求めた。3回目は4月予定が新型コロナウイルス感染症の流行の影響で8月6日に行われた。織田側は反訴状の訴えに対し「事実であるのだから名誉棄損では無い」として、証拠として濱田が選手や指導者に対し暴力や暴言を日常的に行っていることを指摘した。濱田側は「過激な言葉を使ったことはあるけれど、侮辱的ではなく、あくまでも指導の範囲内」であるとしている。
2021年3月2日、2月末の第7回弁論準備手続きで双方が相手に求める和解案を提示することが確認されたため、双方への確認が無いままに裁判は和解に向かっていると報じられたが、実際は双方が全面対立したまま、2022年12月1日に結審。2023年3月2日の大阪地方裁判所の判決で「認めるに足りる証拠はない」として織田の請求は棄却された。濱田の反訴請求は一部認められ、織田は220万円の賠償を命じられた。双方が控訴しなかったため3月17日に地裁判決が確定した。

### 現役復帰
2022年11月1日、自身のYouTubeチャンネルにて、9月に日本スケート連盟に復帰届を提出し現役復帰したこと、また国民体育大会冬季大会の予選にエントリーしたことを発表した。特別国民体育大会では総合9位となり、演技後に翌シーズン以降も現役を続行することを宣言した。
2023-2024シーズンでは近畿選手権を準優勝し、西日本選手権を優勝したが、日本アンチ・ドーピング機構（JADA）の規程により国内最高レベルの競技大会に出場する6か月前までに競技に復帰する旨を届け出て競技外検査を受ける必要があったにもかかわらず、復帰届を提出したのが7月であったために上位6人に与えられる全日本選手権への出場権を得られなかった。また、特別国民体育大会も本来であれば出場資格がなかったため、JADAは「規則に沿って対応を進めている」と説明している。10月29日に自身のインスタグラムにて、7月に日本スケート連盟から登録期間を過ぎているので除外申請書を世界アンチ・ドーピング機構に提出してほしいと連絡があり除外申請書を提出したものの、8月末に却下されていたこと、日本スケート連盟の許可の下で西日本選手権に出場し、全日本選手権出場の可能性を探っていたが前日に日本スケート連盟から全日本選手権に出場できない旨をリリースすることを告げられたことなどを投稿した。
2023年8月26日、全大阪2フィギュアスケート選手権に出場。今季、新たに挑むブノワ・リショーに振付をお願いした「エンジェルズ」でのフリー演技を披露し140.78点で2位となった。
2024年1月29日・30日、北海道苫小牧市・nepiaアイスアリーナで行われた第78回国民スポーツ大会冬季大会に出場。ショートプログラムは78.09点の3位、フリーで148.16点の4位で、合計226.25点で3位となる。
2024-2025シーズン、2024年9月28日、大阪府立臨海スポーツセンターで行われた近畿選手権ショートプログラムで今季のSP曲「マツケンサンバII」を初めて披露し、冒頭の4回転・3回転の連続トーループを決めると、続くトリプルアクセルは転倒したが、後半の3回転ルッツは成功させて76.62点をマークして5位、フリーでは2位の143.68点で合計220.30点の3位で表彰台に上がった。しかし、「膝関節が限界」と今季限りでの現役引退を表明した。11月2日・3日、愛知県・日本ガイシアリーナで行われた西日本選手権のショートプログラムで今季自己ベストとなる82・04点をマークして首位発進し、フリーでもトップの146.08点を出し、合計228.12点で優勝。昨季は同大会を制しながら、日本アンチ・ドーピング規程に触れたため全日本選手権の出場は叶わなかったが、大会連覇で全日本選手権の出場権を11年ぶりに獲得した。

## 主な戦績
| 大会/年                 | 2001-02 | 02-03 | 03-04 | 04-05 | 05-06 | 06-07 | 07-08    | 08-09 | 09-10 | 10-11 | 11-12 | 12-13 | 13-14 | 24-25 |
| ----------------------- | ------- | ----- | ----- | ----- | ----- | ----- | -------- | ----- | ----- | ----- | ----- | ----- | ----- | ----- |
| 冬季オリンピック        |         |       |       |       |       |       | 不 出 場 |       | 7     |       |       |       |       |       |
| 世界選手権              |         |       |       |       | 4     | 7     | 不 出 場 | 7     | 28    | 6     |       |       |       |       |
| 四大陸選手権            |         |       |       |       | 1     |       | 不 出 場 | 4     |       |       |       |       |       |       |
| 世界国別対抗戦          |         |       |       |       |       |       | 不 出 場 | T3/P3 |       |       |       |       |       |       |
| 全日本選手権            | 16      | 6     | 5     | 3     | 2     | 2     | 不 出 場 | 1     | 2     | 2     |       | 4     | 4     | 4     |
| GPファイナル            |         |       |       |       | 4     | 3     | 不 出 場 |       | 2     | 2     |       |       | 3     |       |
| GPNHK杯                 |         |       |       |       | 1     | 2     | 不 出 場 | 1     |       |       |       |       | 2     |       |
| GPスケートカナダ        |         |       |       |       | 3     |       | 不 出 場 |       |       | 2     |       | 3     | 3     |       |
| GPロステレコム杯        |         |       |       |       |       |       | 不 出 場 |       |       |       |       | 5     |       |       |
| GP中国杯                |         |       |       |       |       |       | 不 出 場 |       | 1     |       | 2     |       |       |       |
| GPエリック杯            |         |       |       |       |       |       | 不 出 場 |       | 1     |       | 7     |       |       |       |
| GPスケートアメリカ      |         |       |       |       |       | 1     | 不 出 場 |       |       | 2     |       |       |       |       |
| ババリアンオープン      |         |       |       |       |       |       | 不 出 場 |       |       |       |       | 1     |       |       |
| ネーベルホルン杯        |         |       |       |       |       |       | 不 出 場 | 1     |       |       |       | 1     | 1     |       |
| シェーファー記念        |         |       |       |       |       |       | 不 出 場 | 1     |       |       |       |       |       |       |
| ユニバーシアード        |         |       |       |       |       | 2     | 不 出 場 |       |       | 1     |       |       |       |       |
| 世界Jr.選手権           |         |       | 11    | 1     |       |       | 不 出 場 |       |       |       |       |       |       |       |
| 全日本Jr.選手権         | 4       | 3     | 2     | 1     |       |       | 不 出 場 |       |       |       |       |       |       |       |
| JGPウクライナ記念       |         |       |       | 3     |       |       | 不 出 場 |       |       |       |       |       |       |       |
| JGPスケートロングビーチ |         |       |       | 4     |       |       | 不 出 場 |       |       |       |       |       |       |       |
| JGPSBC杯                |         |       | 3     |       |       |       | 不 出 場 |       |       |       |       |       |       |       |
| JGPスケートスロバキア   |         | 2     | 2     |       |       |       |          |       |       |       |       |       |       |       |
| JGPトラパネーゼ杯       |         | 7     |       |       |       |       |          |       |       |       |       |       |       |       |

### 詳細
| 2024-2025 シーズン    |                                              |         |          |          |
| 開催日                | 大会名                                       | SP      | FS       | 結果     |
| 2024年12月19日 - 22日 | 第93回全日本フィギュアスケート選手権（門真） | 5 84.53 | 6 150.15 | 4 234.68 |

| 2013-2014 シーズン    |                                                      |         |          |          |
| 開催日                | 大会名                                               | SP      | FS       | 結果     |
| 2013年12月20日 - 23日 | 第82回全日本フィギュアスケート選手権（さいたま）     | 5 77.72 | 3 178.75 | 4 256.47 |
| 2013年12月5日 - 8日   | 2013/2014 ISUグランプリファイナル（福岡）            | 3 80.94 | 3 175.02 | 3 255.96 |
| 2013年11月8日 - 10日  | ISUグランプリシリーズ NHK杯（東京）                  | 3 82.70 | 2 170.46 | 2 253.16 |
| 2013年10月25日 - 27日 | ISUグランプリシリーズ スケートカナダ（セントジョン） | 2 80.82 | 3 152.18 | 3 233.00 |
| 2013年9月25日 - 28日  | 2013年ネーベルホルン杯（オーベルストドルフ）         | 1 87.34 | 1 175.64 | 1 262.98 |

| 2012-2013 シーズン    |                                                    |         |          |          |
| 開催日                | 大会名                                             | SP      | FS       | 結果     |
| 2013年2月6日 - 11日   | 2013年ババリアンオープン（オーベルストドルフ）     | 2 72.74 | 1 178.06 | 1 250.80 |
| 2012年12月20日 - 24日 | 第81回全日本フィギュアスケート選手権（札幌）       | 5 80.75 | 3 159.81 | 4 240.56 |
| 2012年11月9日 - 11日  | ISUグランプリシリーズ ロステレコム杯（モスクワ）   | 8 63.18 | 2 154.74 | 5 217.92 |
| 2012年10月26日 - 28日 | ISUグランプリシリーズ スケートカナダ（ウィンザー） | 3 82.14 | 3 156.20 | 3 238.34 |
| 2012年9月27日 - 29日  | 2012年ネーベルホルン杯（オーベルストドルフ）       | 1 79.64 | 1 153.69 | 1 233.33 |

| 2011-2012 シーズン    |                                                      |         |          |          |
| 開催日                | 大会名                                               | SP      | FS       | 結果     |
| 2011年11月18日 - 20日 | ISUグランプリシリーズ エリック・ボンパール杯（パリ） | 7 62.95 | 9 104.25 | 7 167.20 |
| 2011年11月4日 - 6日   | ISUグランプリシリーズ 中国杯（上海）                 | 4 77.65 | 2 149.46 | 2 227.11 |

| 2010-2011 シーズン     |                                                        |         |          |          |
| 開催日                 | 大会名                                                 | SP      | FS       | 結果     |
| 2011年4月24日 - 5月1日 | 2011年世界フィギュアスケート選手権（モスクワ）         | 2 81.81 | 9 150.69 | 6 232.50 |
| 2011年1月30日 - 2月5日 | ユニバーシアード冬季競技大会（エルズルム）             | 1 77.04 | 1 146.11 | 1 223.15 |
| 2010年12月24日 - 27日  | 第79回全日本フィギュアスケート選手権（長野）           | 3 77.48 | 3 160.00 | 2 237.48 |
| 2010年12月9日 - 12日   | 2010/2011 ISUグランプリファイナル（北京）              | 1 86.59 | 3 156.22 | 2 242.81 |
| 2010年11月12日 - 14日  | ISUグランプリシリーズ スケートアメリカ（ポートランド） | 1 79.28 | 2 146.81 | 2 226.09 |
| 2010年10月29日 - 31日  | ISUグランプリシリーズ スケートカナダ（キングストン）   | 1 81.37 | 3 155.15 | 2 236.52 |

| 2009-2010 シーズン       |                                                      |          |          |          |
| 開催日                   | 大会名                                               | SP       | FS       | 結果     |
| 2010年3月24日 - 25日     | 2010年世界フィギュアスケート選手権（トリノ）         | 28 50.25 | -        | 28       |
| 2010年2月12日 - 28日     | バンクーバーオリンピック（バンクーバー）             | 4 84.85  | 7 153.69 | 7 238.54 |
| 2009年12月25日 - 27日    | 第78回全日本フィギュアスケート選手権（大阪）         | 3 79.60  | 2 164.70 | 2 244.30 |
| 2009年12月3日 - 6日      | 2009/2010 ISUグランプリファイナル（東京）            | 3 87.65  | 3 155.71 | 2 243.36 |
| 2009年10月29日 - 11月1日 | ISUグランプリシリーズ 中国杯（北京）                 | 1 83.35  | 1 156.23 | 1 239.58 |
| 2009年10月15日 - 18日    | ISUグランプリシリーズ エリック・ボンパール杯（パリ） | 2 79.20  | 1 163.33 | 1 242.53 |

| 2008-2009 シーズン    |                                                      |         |          |          |
| 開催日                | 大会名                                               | SP      | FS       | 結果     |
| 2009年4月16日 - 19日  | 2009年世界フィギュアスケート国別対抗戦（東京）       | 3 79.35 | 4 149.90 | 3 229.25 |
| 2009年3月23日 - 29日  | 2009年世界フィギュアスケート選手権（ロサンゼルス）   | 7 76.49 | 8 141.67 | 7 218.16 |
| 2009年2月2日 - 8日    | 2009年四大陸フィギュアスケート選手権（バンクーバー） | 6 75.04 | 3 145.22 | 4 220.26 |
| 2008年12月25日 - 27日 | 第77回全日本フィギュアスケート選手権（長野）         | 1 86.45 | 1 157.25 | 1 243.70 |
| 2008年11月27日 - 30日 | ISUグランプリシリーズ NHK杯（東京）                  | 1 81.63 | 1 154.55 | 1 236.18 |
| 2008年10月14日 - 17日 | 2008年カールシェーファーメモリアル（ウィーン）       | 2 72.51 | 1 139.05 | 1 211.56 |
| 2008年9月25日 - 28日  | 2008年ネーベルホルン杯（オーベルストドルフ）         | 1 77.91 | 1 146.76 | 1 224.67 |

| 2006-2007 シーズン       |                                                           |          |          |          |
| 開催日                   | 大会名                                                    | SP       | FS       | 結果     |
| 2007年4月29日            | 2007年ジャパンオープン（さいたま）                        | -        | 1 150.59 | 1 団体   |
| 2007年3月19日 - 25日     | 2007年世界フィギュアスケート選手権（東京）                | 14 67.17 | 6 142.77 | 7 209.94 |
| 2007年1月17日 - 27日     | ユニバーシアード冬季競技大会（トリノ）                    | 2 75.96  | 2 148.74 | 2 224.27 |
| 2006年12月27日 - 29日    | 第75回全日本フィギュアスケート選手権（名古屋）            | 2 81.75  | 2 153.91 | 2 235.66 |
| 2006年12月14日 - 17日    | 2006/2007 ISUグランプリファイナル（サンクトペテルブルク） | 4 69.15  | 2 147.71 | 3 216.86 |
| 2006年11月30日 - 12月3日 | ISUグランプリシリーズ NHK杯（長野）                       | 2 83.55  | 2 161.01 | 2 244.56 |
| 2006年10月26日 - 29日    | ISUグランプリシリーズ スケートアメリカ（ハートフォード）  | 1 81.80  | 2 149.59 | 1 231.39 |

| 2005-2006 シーズン  |                                                              |         |         |          |          |
| 開催日              | 大会名                                                       | 予選    | SP      | FS       | 結果     |
| 2006年3月19日-26日  | 2006年世界フィギュアスケート選手権（カルガリー）             | 1 36.23 | 3 78.25 | 5 136.73 | 4 251.21 |
| 2006年1月23日-29日  | 2006年四大陸フィギュアスケート選手権（コロラドスプリングス） | -       | 1 77.29 | 2 124.40 | 1 201.69 |
| 2005年12月23日-25日 | 第74回全日本フィギュアスケート選手権（東京）                 | -       | 2 79.90 | 2 138.80 | 2 218.70 |
| 2005年12月16日-18日 | 2005/2006 ISUグランプリファイナル（東京）                    | -       | 4 67.13 | 5 129.92 | 4 197.05 |
| 2005年12月1日-4日   | ISUグランプリシリーズ NHK杯（大阪）                          | -       | 2 74.15 | 2 142.24 | 1 216.39 |
| 2005年10月27日-30日 | ISUグランプリシリーズ スケートカナダ（セントジョンズ）       | -       | 7 59.84 | 2 133.24 | 3 193.08 |

| 2004-2005 シーズン    |                                                            |          |         |          |          |
| 開催日                | 大会名                                                     | 予選     | SP      | FS       | 結果     |
| 2005年2月28日-3月6日  | 2005年世界ジュニアフィギュアスケート選手権（キッチナー）   | 1 121.30 | 2 64.33 | 1 132.09 | 1 196.42 |
| 2004年12月24日-26日   | 第73回全日本フィギュアスケート選手権（横浜）               | -        | 4 60.81 | 3 124.83 | 3 185.64 |
| 2004年11月20日-21日   | 第73回全日本フィギュアスケートジュニア選手権（大阪）       | -        | 4 57.53 | 1 123.22 | 1 180.75 |
| 2004年9月30日-10月3日 | ISUジュニアグランプリ ウクライナ記念（キエフ）             | -        | 2 59.20 | 4 108.61 | 3 167.81 |
| 2004年9月9日-12日     | ISUジュニアグランプリ スケートロングビーチ（ロングビーチ） | -        | 6 50.07 | 4 98.00  | 4 148.07 |

| 2003-2004 シーズン   |                                                            |      |    |    |      |
| 開催日               | 大会名                                                     | 予選 | SP | FS | 結果 |
| 2004年2月29日-3月7日 | 2004年世界ジュニアフィギュアスケート選手権（ハーグ）       | 8    | 10 | 11 | 11   |
| 2003年12月25日-26日  | 第72回全日本フィギュアスケート選手権（長野）               | -    | 8  | 4  | 5    |
| 2003年12月11日-14日  | 2003/2004 ISUジュニアグランプリファイナル（マルメ）        | -    | 8  | 7  | 8    |
| 2003年11月21日-23日  | 第72回全日本フィギュアスケートジュニア選手権（京都）       | -    | 1  | 2  | 2    |
| 2003年10月16日-19日  | ISUジュニアグランプリ SBC杯（岡谷）                        | -    | 4  | 3  | 3    |
| 2003年9月18日-21日   | ISUジュニアグランプリ スケートスロバキア（ブラチスラヴァ） | -    | 2  | 3  | 2    |

| 2002-2003 シーズン       |                                                            |    |    |      |
| 開催日                   | 大会名                                                     | SP | FS | 結果 |
| 2003年3月13日 - 15日     | 2003年ムラドストトロフィー ジュニアクラス（ザグレブ）      | 1  | 1  | 1    |
| 2002年12月19日 - 22日    | 第71回全日本フィギュアスケート選手権（京都）               | 8  | 6  | 6    |
| 2002年11月23日 - 24日    | 第71回全日本フィギュアスケートジュニア選手権（名古屋）     | 2  | 4  | 3    |
| 2002年10月31日 - 11月3日 | ISUジュニアグランプリ トラパネーゼ杯（ミラノ）             | 10 | 6  | 7    |
| 2002年10月3日 - 6日      | ISUジュニアグランプリ スケートスロバキア（ブラチスラヴァ） | 3  | 2  | 2    |

| 2001-2002 シーズン    |                                                      |    |    |      |
| 開催日                | 大会名                                               | SP | FS | 結果 |
| 2001年12月21日 - 23日 | 第70回全日本フィギュアスケート選手権（大阪）         | 16 | 15 | 16   |
| 2001年11月23日 - 24日 | 第70回全日本フィギュアスケートジュニア選手権（東京） | 7  | 3  | 4    |

## プログラム使用曲
| シーズン  | SP | FS | EX |
| --------- | --- | --- | --- |
| 2024-2025 | マツケンサンバII 曲：宮川彬良 振付：織田信成                                                                                       | Angels 曲：ロビー・ウィリアムズ 振付：ブノワ・リショー                                                                                        | 桃太郎 振付：akane |
| 2023-2024 | Nuvole Bianche 曲：ルドヴィコ・エイナウディ,Nathan Wu 振付：宮本賢二                                                               | Angels 曲：ロビー・ウィリアムズ 振付：ブノワ・リショー                                                                                        | |
| 2022-2023 | L-O-V-E 歌：ナット・キング・コール 振付：織田信成                                                                                  | 映画『もののけ姫』より 作曲：久石譲 振付：織田信成                                                                                            | |
| 2013-2014 | 映画『コットンクラブ』より 作曲：ジョン・バリー 振付：デヴィッド・ウィルソン                                                       | ウィリアム・テル序曲 作曲：ジョアキーノ・ロッシーニ 振付：ローリー・ニコル                                                                    | 映画『ラスト サムライ』より 作曲：ハンス・ジマー 振付：ローリー・ニコルOnce Upon a Time in the West 作曲：エンニオ・モリコーネ 振付：織田信成                                       |
| 2012-2013 | ラグタイム・ミュージック 振付：トム・ディクソンThe New Moon in the Old Moon's Arms 作曲：マイケル・ケイメン 振付：ローリー・ニコル | 魔法使いの弟子 作曲：ポール・デュカス ダフニスとクロエ 作曲：モーリス・ラヴェル 振付：ローリー・ニコル                                        | ニューヨーク・ニューヨーク ボーカル：フランク・シナトラ 振付：宮本賢二 |
| 2011-2012 | メンフィス・ソウル・シチュー 振付：セバスチャン・ブリテン                                                                          | 映画『シェルブールの雨傘』より 作曲：ミシェル・ルグラン 振付：セバスチャン・ブリテン                                                          | アイ・キャン・シー・クリアリー・ナウ ボーカル：デンザル・シンクレア |
| 2010-2011 | Storm 演奏：吉田兄弟 振付：セバスチャン・ブリテン                                                                                  | ピアノ協奏曲イ短調 ピアノ協奏曲ロ短調 作曲：エドヴァルド・グリーグ 振付：セバスチャン・ブリテン                                               | 踊り明かそう ミュージカル『マイ・フェア・レディ』より 作曲：フレデリック・ロウ ボーカル：ジェイミー・カラム 振付：坂上美紀                                                          |
| 2009-2010 | 死の舞踏 作曲：フランツ・リスト 演奏：マクシム・ムルヴィツァ 振付：ニコライ・モロゾフ                                              | チャールズ・チャップリンメドレー 作曲：チャールズ・チャップリン 振付：ニコライ・モロゾフ                                                      | ソウル・ボサ・ノヴァ 映画『オースティン・パワーズ』より 作曲：クインシー・ジョーンズ 振付：ニコライ・モロゾフスマイル 作曲：チャールズ・チャップリン ボーカル：マイケル・ジャクソン |
| 2008-2009 | 仮面舞踏会 作曲：アラム・ハチャトゥリアン 振付：ローリー・ニコル                                                                   | ワルソー・コンチェルト 映画『危険な月光』より 作曲：リチャード・アディンセル 振付：ローリー・ニコル                                           | 歌劇『トスカ』より 作曲：ジャコモ・プッチーニ 振付：ニコライ・モロゾフ |
| 2007-2008 | 仮面舞踏会 作曲：アラム・ハチャトゥリアン 振付：ローリー・ニコル                                                                   | 映画『ミッション:インポッシブル』より 振付：デヴィッド・ウィルソン                                                                            | アラウンド・ザ・ワールド by レッド・ホット・チリ・ペッパーズ 振付：宮本賢二映画『ニューシネマパラダイス』より 作曲：エンニオ・モリコーネ 振付：織田憲子、杉田由香子                 |
| 2006-2007 | フライ・ミー・トゥー・ザ・ムーン 作曲：バート・ハワード 振付：デヴィッド・ウィルソン                                               | 映画『ミッション:インポッシブル』より 振付：デヴィッド・ウィルソン交響曲第4番 作曲：ピョートル・チャイコフスキー 振付：デヴィッド・ウィルソン | 映画『ニューシネマパラダイス』より 作曲：エンニオ・モリコーネ 振付：織田憲子、杉田由香子フライ・ミー・トゥー・ザ・ムーン ボーカル：フランク・シナトラ 振付：デヴィッド・ウィルソン  |
| 2005-2006 | セビリアの理髪師 作曲：ジョアキーノ・ロッシーニ 振付：デヴィッド・ウィルソン                                                       | 映画『座頭市』より 作曲：鈴木慶一 振付：デヴィッド・ウィルソン                                                                                | ルースター 振付：デヴィッド・ウィルソンスーパーマリオブラザーズ 振付：デヴィッド・ウィルソン                                                                                        |
| 2004-2005 | スーパーマリオブラザーズ 振付：デヴィッド・ウィルソン                                                                              | 映画『座頭市』より 作曲：鈴木慶一 振付：デヴィッド・ウィルソン                                                                                | ルースター 振付：デヴィッド・ウィルソン |
| 2003-2004 | 映画『ニューシネマパラダイス』より 作曲：エンニオ・モリコーネ 振付：織田憲子、杉田由香子                                           | 禿山の一夜 作曲：モデスト・ムソルグスキーTHE Rock 振付：織田憲子、杉田由香子                                                                  | Rhythm Delivery |
| 2002-2003 | エル・クンバンチェロ 作曲：ラファエル・エルナンデス                                                                                | 映画『マスク・オブ・ゾロ』より 作曲：ジェームズ・ホーナー                                                                                     | トースト・オブ・ザ・タウン by モトリー・クルー |
| 2001-2002 | エル・クンバンチェロ 作曲：ラファエル・エルナンデス                                                                                | 映画『マスク・オブ・ゾロ』より 作曲：ジェームズ・ホーナー                                                                                     | - |

## 家系
織田信長の末裔と自称しているのは父親の信義で、信成本人の認識は「祖父が言っていたから」と話しているレベルである。
この自称については「曽祖父から遡って4代が不明となっている」など不明な点が多く、証拠となるものは示されていない。2014年7月時点で曽祖父である13代の名前を出すと共に、10代から12代を省略した家系図を公表しているのみである。信成も家系図の空欄の存在を知っており、テレビ番組で述べている。
また旧柏原藩織田家の当主である織田孝一（織田信長の子孫ではないが家系上の末裔）によれば、大名となった各織田家の末裔はどこも、信成がフィギュアスケート選手として有名になるまで信成の家系を認識しておらず、真に信長の末裔であるかどうかは判断できないという。
下図の長裕までは信高流の系図『寛政重脩諸家譜』の抜粋であり、誰でも記載できる系図である。説明のために記すが長裕以降を保証するものではない。
仮に系図が真実であるとすると、血統的には信長の次男である信雄の17代目の男系子孫となる。

## 表彰歴
- 文部科学省・国際競技大会優秀者表彰（2005年）
- イクメン・オブ・ザ・イヤー 2015 - イクメンスポーツ部門（2015年）[108]

## 出演

### ニュース・スポーツ番組
- リオデジャネイロオリンピック（2016年8月、テレビ東京） - 中継キャスター [109]
- 平昌オリンピック（2018年2月、テレビ朝日） - フィールドリポーター
- 北京オリンピック（2022年2月、テレビ朝日） - フィールドリポーター

### 情報番組
- ごきげんライフスタイル よ〜いドン!（関西テレビ） - 2015年2月から2022年3月末まで水曜レギュラー[110]
- みんなのニュース ワンダー（関西テレビ） - 2015年4月～2017年3月　火曜レギュラー
- あさチャン!（TBS） - 2015年4月～2017年12月　木曜レギュラー

### バラエティ番組
- クイズプレゼンバラエティー Qさま!!（テレビ朝日）- 不定期出演
- くりぃむクイズ ミラクル9（テレビ朝日）- 不定期出演
- しくじり先生 俺みたいになるな!!（テレビ朝日）- 不定期出演
- 世界!ニッポン行きたい人応援団（テレビ東京、2016年4月 - ） - レギュラー（団長） [111]
- ぐるぐるナインティナイン 「グルメチキンレース・ゴチになります!」パート20.第10戦.千鳥ノブの代理出演(日本テレビ.2019年5月23日)

### ウェブテレビ
- 織田信成のフィギュアベマ!!!（2016年10月15日、AbemaTV）- MC
- フィギュアベマ2～世界フィギュアスケート国別対抗戦直前スペシャル～（2017年4月16日、AbemaTV）[112]- MC
- フィギュアベマ!!!3（2017年10月20日、AbemaTV）[113][114] - MC
- 織田信成のフィギュアベマ!!!!4～GPシリーズ開幕前週スペシャル（2018年10月14日、AbemaTV）[115]- MC

### テレビドラマ
- 二つの祖国（2019年3月23日 - 24日、テレビ東京） - 愛新覚羅溥儀 役[116]
- 歴史迷宮からの脱出 〜リアル脱出ゲーム×テレビ東京〜 第1話（2020年10月3日（2日深夜）、テレビ東京） - 織田信長 役[117]

### テレビアニメ
- ユーリ!!! on ICE（2016年12月14日） - 本人 役[118]

### 劇場アニメ
- 映画ドラえもん のび太の南極カチコチ大冒険（2017年3月4日公開） - パオパオ 役[119]
- ゴーちゃん。〜モコと氷の上の約束〜（2018年3月19日公開） - 織田山くん 役[120]

### CM
- コナミデジタルエンタテインメント「実況パワフルプロ野球2013」 阿須里家Ver.　「阿須里家」の一員として
- アートネイチャー 阿須里家Ver.　「阿須里家」の一員として
- マイクロソフト「Windows 8」 阿須里家Ver.　「阿須里家」の一員として
- 宝くじ「2014年 年末ジャンボ7億円&年末ジャンボミニ7000万」『ライバル登場篇』シリーズ（2014年11月） - 米倉涼子、原田泰造、大久保佳代子と共演
- キリンビバレッジ「キリンメッツ」ローラーメッツ編（2015年3月）
- コロプラ スマホゲーム「東京カジノプロジェクト」（2015年7月）[121]
- JOYSOUND 業務用通信カラオケ「JOYSOUND MAX」（2015年）[122]
- 国勢調査2015（2015年） - 広報大使も務める[123]
- ほけんの窓口（2015年11月）「速水もこみち、信成と窓口体験。」篇 (30秒・15秒)「ご先祖さまのお言葉」篇　(WEB限定ムービー 30秒)
- ショップジャパン（2016年3月）セラミックフライパン「セラフィット」　すべーる!スケート篇 [124]
- 大阪ガス　エネファーム（2017年2月）「インタビュー・織田さん自家発電」篇　「インタビュー・織田さんエネシェア」篇
- 温泉型テーマパーク「空庭温泉」（2019年2月）

### イメージキャラクター
- ミュージカル『TOP HAT』大阪公演オフィシャルサポーター（2015年）[125]
- シルク・ドゥ・ソレイユ『トーテム』日本公演スペシャルサポーター（2016年～2017年）[126]

### その他
- ももいろクローバーZ「BLAST!」ミュージックビデオ　- 卓球の監督として

## 出版物

### 書籍
- フィギュアほど泣けるスポーツはない! （KADOKAWA、2008年1月） ISBN 9784048956833